# جون مونتجومري سميث
جون مونتجومري سميث (بالإنجليزية: John Montgomery Smith) هو محامي وسياسي أمريكي، ولد في 26 فبراير 1834، وتوفي في 14 مايو 1903. حزبياً، نشط في الحزب الديمقراطي. وقد انتخب عضو جمعية ولاية ويسكونسن.